# Magnolia sellowiana
Magnolia sellowiana là một loài thực vật có hoa trong họ Magnoliaceae. Loài này được (A.St.-Hil.) Govaerts mô tả khoa học đầu tiên năm 1996.